# Руйяр, Жан Себастьян
Жан Себастьян Руйяр (фр. Jean-Sébastien Rouillard; 1789, Париж — 1852, там же) — французский художник-портретист.

## Биография
Уроженец города Парижа, ученик Жака-Луи Давида. С 1817 года выставлялся на Парижском салоне. Писал портреты, пользовавшиеся популярностью у современников. Был кавалером ордена Почётного легиона. Супруга — художник-миниатюрист Альдровандина Франсуаза Жюли Ленуар (Aldrovandine Françoise Julie Lenoir, скончалась в 1832 году). Имел двоих детей. Захоронение семьи Руйяр находится на кладбище Монпарнас.
Кроме портретов с натуры писал также исторические портреты — в основном, выдающихся деятелей Французской революции. Некоторые портреты кисти Руйяра, в частности портреты наполеоновских маршалов Макдональда и Груши, сегодня украшают собой Версаль.
Жан Себастьян Руйяр скончался 10 октября 1852 года в родном городе.

## Галерея

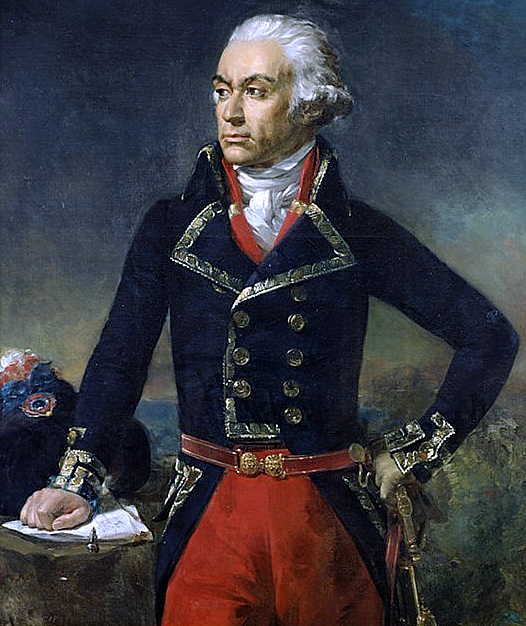
Портрет генерала Дюмурье
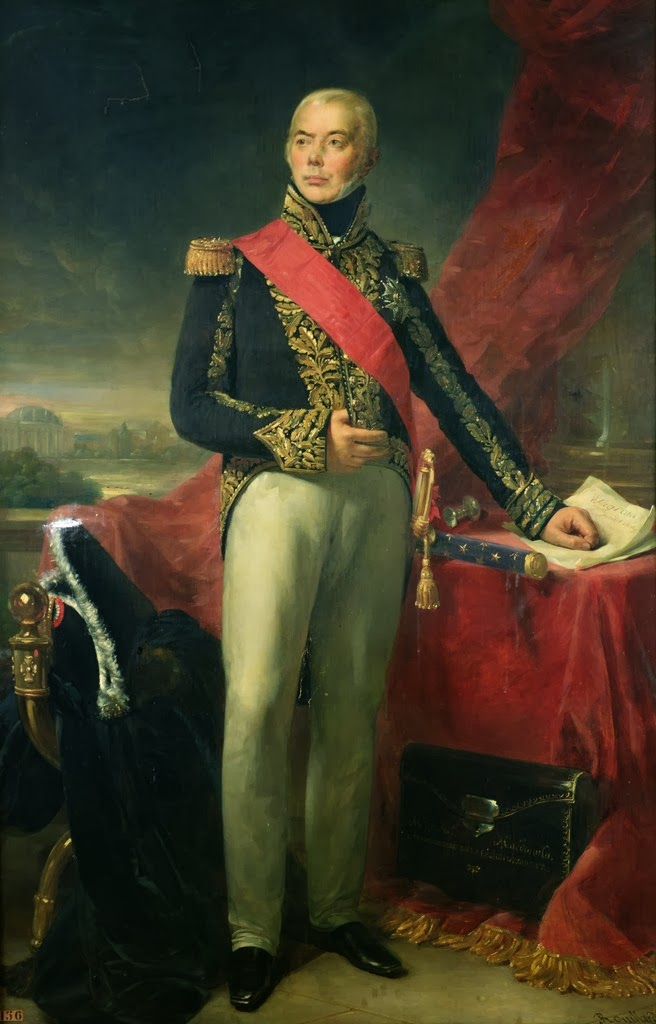
Портрет маршала Макдональда
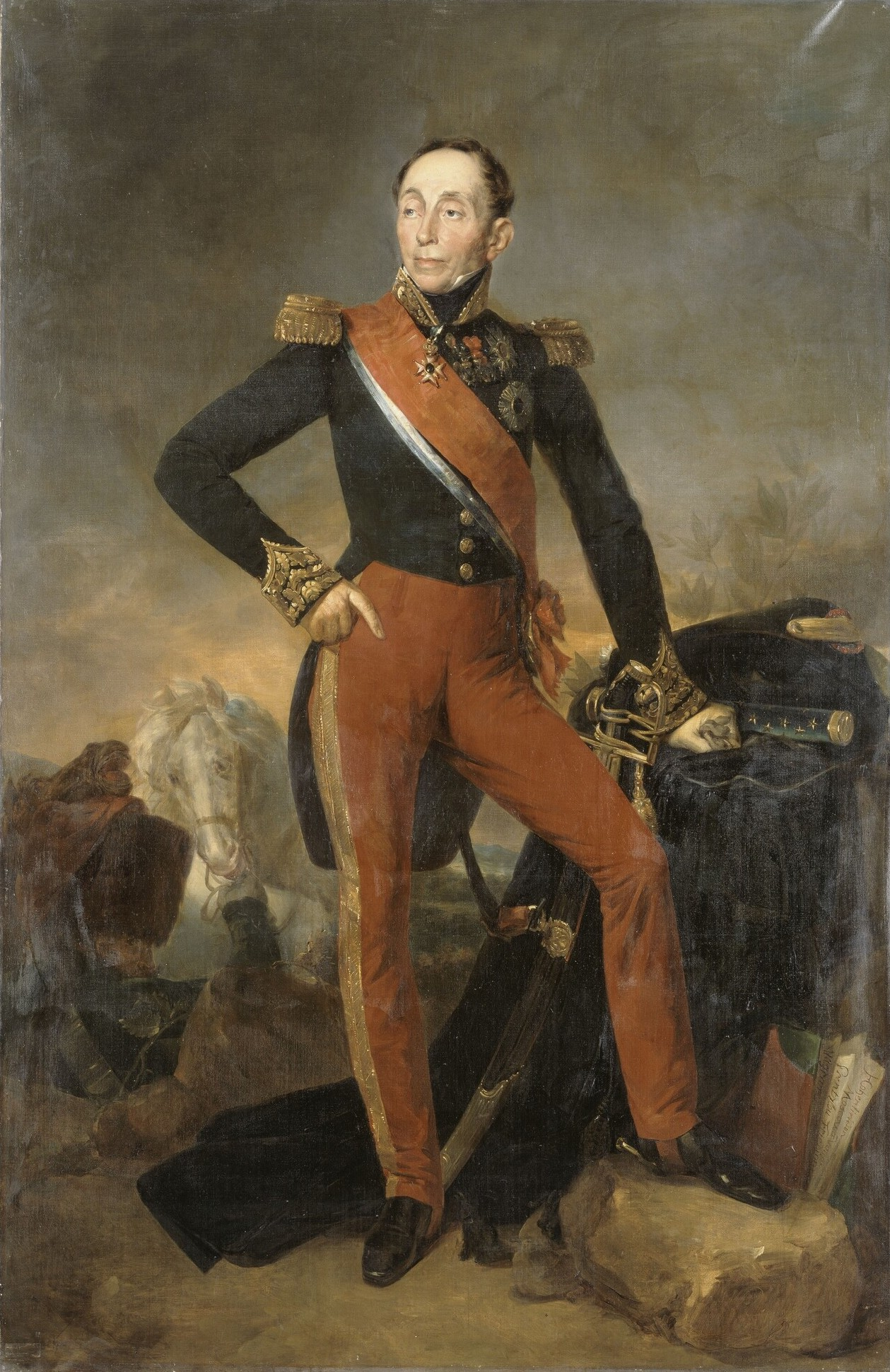
Портрет маршала Груши
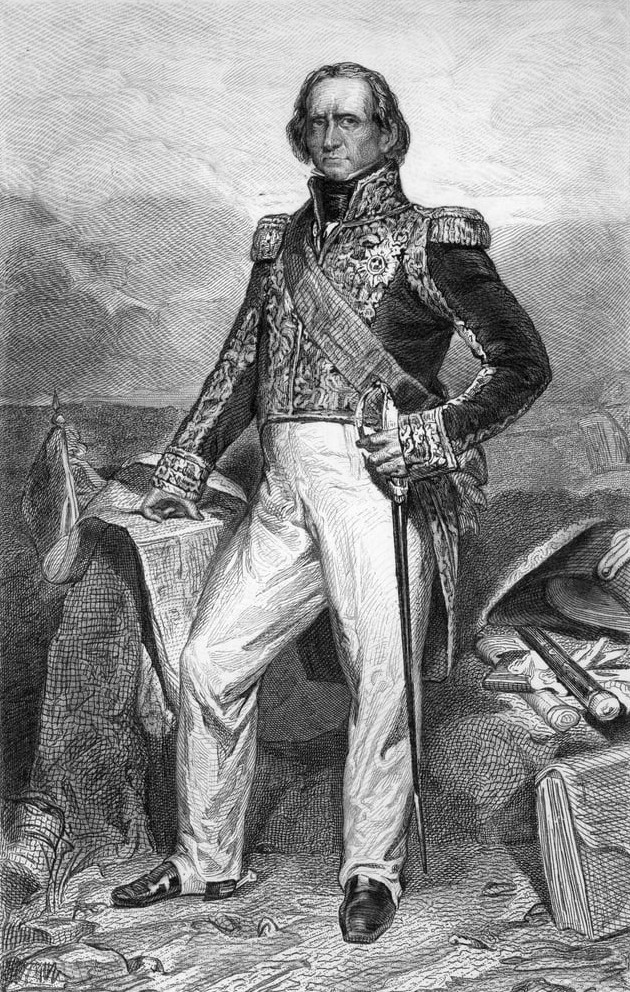
Портрет маршала Сульта
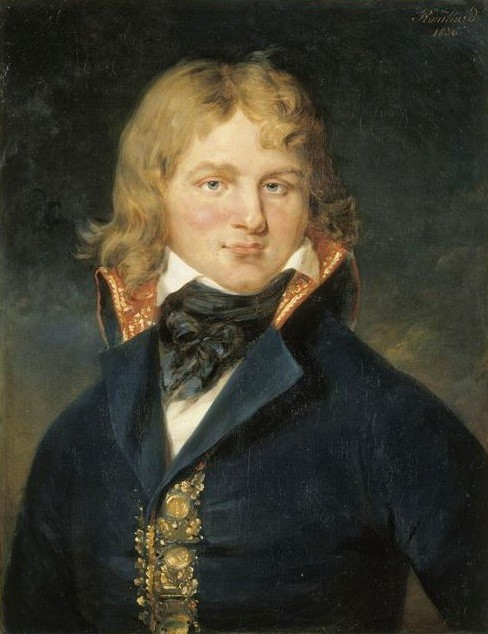
Портрет генерала Шампионне
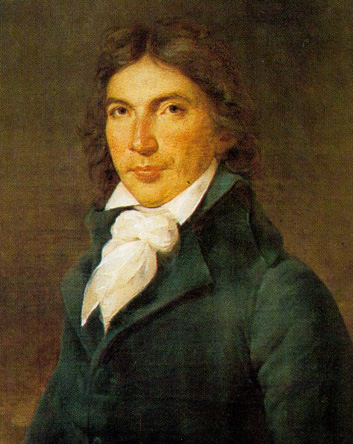
портрет Камиля Демулена
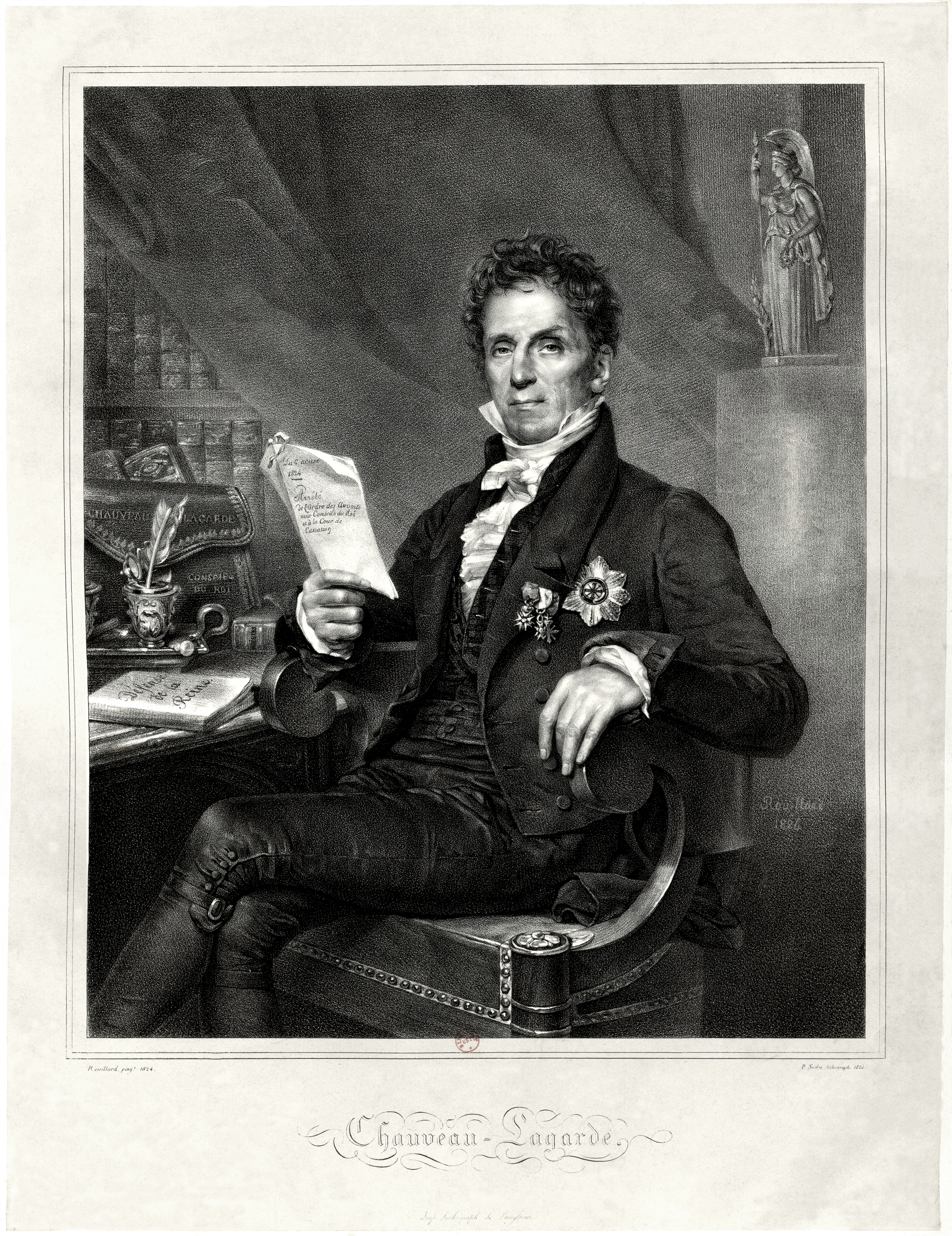
Портрет адвоката Шово-Лагарда